# Geoff Capes
Geoff Capes (Spalding, Lincolnshire, 23 de agosto de 1949-23 de octubre de 2024) fue un campeón de lanzamiento de peso británico y ganador de dos competiciones de El Hombre Más Fuerte Del Mundo. Capes se encuentra entre los competidores más grandes con una altura de 2 m y un peso de 150 kg en la época en que competía.

## Primeros años
Geoff Capes fue a la escuela Gleed Boys' School en Spalding. Al terminar la escuela comenzó a trabajar como trabajador rural, y en una ocasión cargó 20 toneladas de patatas en 20 minutos, ya que él era fuerte de naturaleza. En 1970 Capes comenzó a trabajar como policía, y lo hizo durante los siguientes 10 años.

## Participación deportiva
Durante los años 70 Capes representó a su país en los Juegos de la Commonwealth y otros campeonatos europeos como lanzador de peso. Durante estos años Capes se convirtió en uno de los más grandes lanzadores de peso británicos de todos los tiempos, llegando a lanzar bolas 7.6 kg a lo largo de más de 21 m.[cita requerida]
Cuando comenzó a competir en El Hombre Más Fuerte Del Mundo se destacó por su fuerza en las manos y los brazos, demostrada en el evento de doblar barras, el cual ganaba con diferencia. Capes ganó la competición en 1983 y 1985, teniendo como rivales a los legendarios Bill Kazmaier y Jón Páll Sigmarsson.

## Vida extradeportiva
Se decía que en 1979 Capes había suplantado a su amigo el strongman David Prowse en su papel de la película Star Wars: Episodio V - El Imperio contraataca en varias partes que tenía que hacer de Darth Vader debido a que Prowse se estaba recuperando de su codo lesionado. Sin embargo el 31 de enero de 2007 esta historia fue finalmente desmentida por Capes quien dijo que esto nunca sucedió.
Luego de retirarse del atletismo de fuerza en 1987 Capes siguió entrenando atletas jóvenes y haciendo como juez en varias competiciones.
Actualmente Capes un criador de periquitos y ganó premios con su periquito llamado Wispa.

## Posiciones en el hombre más fuerte del mundo
- 1980 - 3.º
- 1981 - 2.º
- 1982 - 4.º
- 1983 - 1º
- 1984 - 3.º
- 1985 - 1º
- 1986 - 2.º